# Чистец прямой
Чисте́ц прямо́й (лат. Stáchys récta) — вид многолетних травянистых растений рода Чистец (Stachys) семейства Яснотковые (Lamiaceae).

## Ботаническое описание
Многолетнее растение с шершавоволосистым стеблями 30—100 см высотой.
Листья к основанию суженные. Прицветники яйцевидные, цельнокрайные.
Зубцы чашечки треугольные, вдвое короче её трубки.
Венчик 13—15 мм длиной, светло-жёлтый, в зеве оранжевый, с красными пятнышками на нижней губе.
Цветёт летом.

## Значение и применение
С конца июня до осени (даже в жаркую засушливую погоду) чистец прямой даёт медоносным пчёлам обильный взяток нектара, из-за чего его нередко разводят вблизи пасек.
Отмечены случаи отравления лошадей сеном, содержавшим чистец прямой, с такими же признаками заболевания, как от железницы горной, чистеца однолетнего.

## Таксономия
Вид Чистец прямой входит в род Чистец (Stachys) подсемейства Яснотковых (Lamioideae) семейства Яснотковых (Lamiaceae) порядка Ясноткоцветных (Lamiales).
|  |                                      |  |                                                             |                                                             |                      |  | ещё около 20 семейств (согласно Системе APG II) | ещё около 20 семейств (согласно Системе APG II) |                         |  |  |  | ещё около 35 родов | ещё около 35 родов |  |  |
|  |                                      |  |                                                             |                                                             |                      |  | ещё около 20 семейств (согласно Системе APG II) | ещё около 20 семейств (согласно Системе APG II) |                         |  |  |  | ещё около 35 родов | ещё около 35 родов |  |  |
|  |                                      |  |                                                             | порядок Ясноткоцветные                                      |                      |  |                                                 |                                                 | подсемейство Яснотковые |  |  |  |                    | вид Чистец прямой  |  |  |
|  |                                      |  |                                                             | порядок Ясноткоцветные                                      |                      |  |                                                 |                                                 | подсемейство Яснотковые |  |  |  |                    | вид Чистец прямой  |  |  |
|  | отдел Цветковые, или Покрытосеменные |  |                                                             |                                                             | семейство Яснотковые |  |                                                 |                                                 | род Чистец              |  |  |  |                    |                    |  |  |
|  | отдел Цветковые, или Покрытосеменные |  |                                                             |                                                             |                      |  |                                                 |                                                 |                         |  |  |  |                    |                    |  |  |
|  |                                      |  | ещё 44 порядка цветковых растений (согласно Системе APG II) | ещё 44 порядка цветковых растений (согласно Системе APG II) |                      |  |                                                 | ещё 7 подсемейств                               | ещё 7 подсемейств       |  |  |  | ещё более 30 видов |                    |  |  |
|  |                                      |  |                                                             | ещё 44 порядка цветковых растений (согласно Системе APG II) |                      |  |                                                 |                                                 | ещё 7 подсемейств       |  |  |  |                    |                    |  |  |